# Pilger von Piacenza
Als Pilger von Piacenza (auch Anonymus von Piacenza) wird der anonyme Verfasser eines Berichts über eine Pilgerfahrt ins Heilige Land im späten 6. Jahrhundert bezeichnet.

## Autor
Der Name des Verfassers ist nicht bekannt, aus dem Text selbst ergeben sich keine Hinweise darauf. Sicher ist, dass er aus Piacenza (Placentia) kam. Die ursprüngliche Benennung des Verfassers als „Antoninus von Piacenza“ und Identifizierung mit dem Heiligen Antoninus von Piacenza ist irrig und geht auf die missverstandene Anrufung des Antoninus, des Stadtpatrons von Piacenza, am Beginn des Textes zurück.
Unternommen wurde die Pilgerfahrt in der Zeit nach Kaiser Justinian, die von dem Kaiser 542 gestiftete Nea-Kirche in Jerusalem wird genannt, die Zerstörung Beiruts 554 erwähnt. Meist angenommen wird die Zeit um 570, auf jeden Fall liegt das Datum der Reise vor dem Persereinfall von 614.

## Inhalt des Reiseberichts
Der Text beschreibt in Form eines Itinerars die Reise des Pilgers von Konstantinopel über Zypern und Syrien nach Palästina mit Jerusalem, nach Ägypten und Nordmesopotamien, wo der Bericht endet. Er enthält umfassende Informationen zu zahlreichen kulturgeschichtliche Bereichen und bezeugt gegenüber älteren Pilgerberichten die Zunahme der Bedeutung von Reliquien und Heiligengräbern im Kontrast zur früheren Vergegenwärtigung der Heilsgeschichte.

## Sprache
Die Sprache des Textes, ein spätantikes Vulgärlatein, steht noch stärker als der Text des Pilgerberichts der Egeria am Übergang vom Lateinischen zu den romanischen Sprachen.

## Überlieferung des Textes
Der Text ist in zwei Fassungen überliefert: der Fassung A (Normalfassung) und der Fassung B (recensio altera).
Die Fassung A ist durch zwei Handschriften überliefert:
- Zürich, Zentralbibliothek, Ms. Rh 73, fol. 30r-43v (aus der Bibliothek von Kloster Rheinau, geschrieben von Reginbert von Reichenau, 1. Hälfte 9. Jahrhundert)[4]
- Sankt Gallen, Stiftsbibliothek, Codex Sangallensis 133, S. 602–657 (um 800)[5]

Bei Fassung B handelt es sich um eine karolingische Umarbeitung von Fassung A mit zahlreichen Weglassungen und grammatischen und inhaltlichen Veränderungen. Fassung B ist durch drei Haupthandschriften überliefert:
- Codex Bruxellensis 292, 2 fol. 53–68 (9. Jahrhundert)
- Codex latinus monacensis 19149 (10. Jahrhundert, erhalten nur ein Fragment mit den Abschnitten 35–43)
- Codex Bernensis 582 (10. Jahrhundert)

Von der Fassung B existieren noch weitere jüngere Handschriften bis ins 16. Jahrhundert.

## Ausgaben und Übersetzungen
- Itinerarium B. Antonini Martyris de membranis veteribus descriptum. E Musaeo Cl. Menardi cum notationibus aliquot vocum obscurarum. Avril, Angers 1640 (Erstausgabe).[6]
- Johann Gildemeister: Antonini Placentini Itinerarium im unentstellten Text mit deutscher Übersetzung. Reuther, Berlin 1889 (Textausgabe, deutsche Übersetzung, Digitalisat).
- Paul Geyer: Itinera hierosolymitana saecvli IIII–VIII (= Corpus Scriptorum Ecclesiasticorum Latinorum Band 39). Tempsky, Wien 1898, S. 159–218 (Textausgabe, Digitalisat).
  - mit geringfügigen Verbesserungen erneut abgedruckt in Itineraria et alia geographica (= Corpus Christianorum, Series Latina Band 175). Brepols, Turnhout 1965, S. 128–174.
- Celestina Milani: Itinerarium Antonini Placentini. Un viaggio in Terra Santa del 560–570 d. C.  (= Pubblicazioni della Università Cattolica del Sacro Cuore. Scienze filologiche e letteratura Band 7). Vita e Pensiero, Mailand 1977 (Textausgabe, italienische Übersetzung und Kommentar).
- Herbert Donner: Pilgerfahrt ins Heilige Land. Die ältesten Berichte christlicher Palästinapilger (4.–7. Jahrhundert). Katholisches Bibelwerk, Stuttgart 1979, ISBN 3-460-31841-4, S. 240–314 (deutsche Übersetzung und Kommentar).